# Premstätten
Premstätten ist eine Marktgemeinde im Bezirk Graz-Umgebung in der Steiermark, im Jahre 2015 führte sie den Namen Unterpremstätten-Zettling.

## Geografie
Der östliche Teil des Gemeindegebietes gehört zum Grazer Becken, das 330 Meter über dem Meeresniveau liegt. Darin liegen der Samitzteich und der Schwarzlsee. Der westliche Teil gehört zum Kaiserwald, einem bewaldeten Höhenrücken von über 400 Meter Höhe. Dieser wird von vielen Bächen durchzogen, die wichtigsten sind der Gepringbach, der Poniglbach und der Laabach.
Premstätten hat eine Fläche von 29 Quadratkilometer. Davon sind 41 Prozent landwirtschaftliche Nutzfläche, 26 Prozent sind bewaldet und drei Prozent Gewässer.

### Gemeindegliederung
Das Gemeindegebiet umfasst folgende sechs Ortschaften und gleichnamige Katastralgemeinden (Einwohner Stand 1. Jänner 2025):
- Bierbaum (921 Ew.; 245,62 ha) samt Schießstätte
- Hautzendorf (1083 Ew.; 407,28 ha) samt Rehwegsiedlung und Tobelbad
- Laa (593 Ew.; 399,75 ha)
- Oberpremstätten (1494 Ew.; 471,63 ha) samt Tobelbad
- Unterpremstätten (2594 Ew.; 908,22 ha) samt Johannissiedlung, Kaiserwaldsiedlung, Neue Welt, Schachenwald und Unterberg
- Zettling (493 Ew.; 493,35 ha) samt Kaiserwaldsiedlung

### Gemeindezusammenlegung
Sie entstand im Rahmen der Gemeindestrukturreform in der Steiermark
aus den vormals eigenständigen Gemeinden Unterpremstätten und Zettling.
Eine Beschwerde, die von der Gemeinde Zettling gegen die Zusammenlegung beim Verfassungsgerichtshof eingebracht wurde, war nicht erfolgreich.

Nach einem entsprechenden Gemeinderatsbeschluss trägt die Gemeinde seit 1. Jänner 2016 den Namen „Premstätten“.

### Nachbargemeinden
| Haselsdorf-Tobelbad | Seiersberg-Pirka                            | Feldkirchen bei Graz |
|                     | Kompassrose, die auf Nachbargemeinden zeigt | Kalsdorf bei Graz    |
| Dobl-Zwaring        | Wundschuh                                   |                      |

## Geschichte
Frühgeschichte
Am Rande des Kaiserwaldplateaus wurde eine große Anzahl von Hügelgräbern gefunden. Daraus ist ersichtlich, dass das Gebiet im ersten und zweiten nachchristlichen Jahrhundert stark besiedelt war. Die Toten wurden an der Grabstelle verbrannt, die Überreste in Gebrauchsgegenstände gefüllt und in die angehäufte Asche des Scheiterhaufens gestellt. Darüber wurde ein Erdhügel aufgeschüttet. Neben der rotgebrannten Erde der Feuerstelle fand man kleine Tontöpfe, Glasbecher und Dreifußschalen.
Schloss Premstätten
Die erste urkundliche Erwähnung stammt aus dem Jahr 1164: Hereman de Preuensteten war ein Ministeriale von Markgraf Otakar III. von der Steiermark. Im 14. Jahrhundert dürfte das Geschlecht ausgestorben sein, das Anwesen kam an die Familie Saurau. Diese erneuerte 1448 den verfallenen Turm. Der Hauptsitze der Grafen Saurau waren jedoch Ligist und Großlobming. Erst Leonhard von Saurau baute das Haus zum Schloss aus und zog nach Premstätten. 1775 wurden die Fassade barockisiert und die Räume prachtvoll ausgestattet, auch eine Schlosskapelle wurde errichtet. Im 18. Jahrhundert waren die Sauraus eine der reichsten Familien der Steiermark, das Geschlecht starb jedoch 1846 mit Zeno Maria Graf Saurau aus. Da seine Witwe eine geborene Göss war, fiel das Schloss an diese Familie. 1904 kaufte die ehemalige Schauspielerin Hermine Gräfin Normann-Ehrenfels das Anwesen. Nach dem Tod ihres Mannes versteigerte sie das Inventar, das leere Gebäude erwarb der Orden der Comboni-Missionare und benutzte es als Schule. Wegen sinkender Schülerzahlen wurde die Schule 1982 geschlossen und eine Elektronikfirma wurde neuer Eigentümer des Gebäudes.
Pfarrkirche
Die Kirche wird erstmals 1386 urkundlich erwähnt. Eine Vergrößerung erfolgte 1549. Ein Teil dieses spätgotischen Bauwerkes ist im heutigen Vorderteil der Kirche erhalten. Das barocke Längsschiff entstand 1760. Bis dahin war die Kirche eine Filialkirche von Straßgang, erst 1761 wurde sie Vikariatskirche mit einem eigenen Seelsorger.

### Bevölkerungsentwicklung

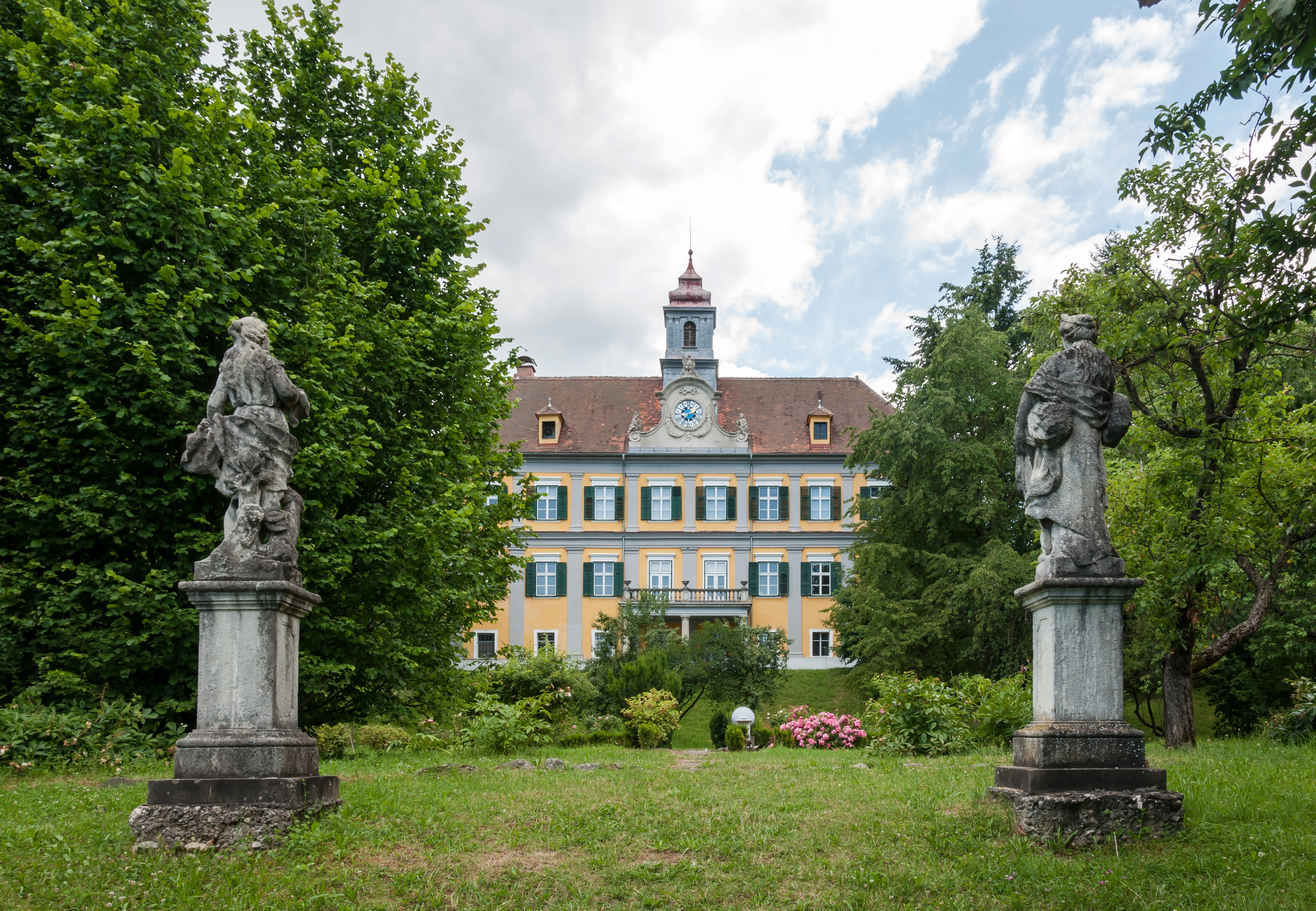
Schloss Premstätten

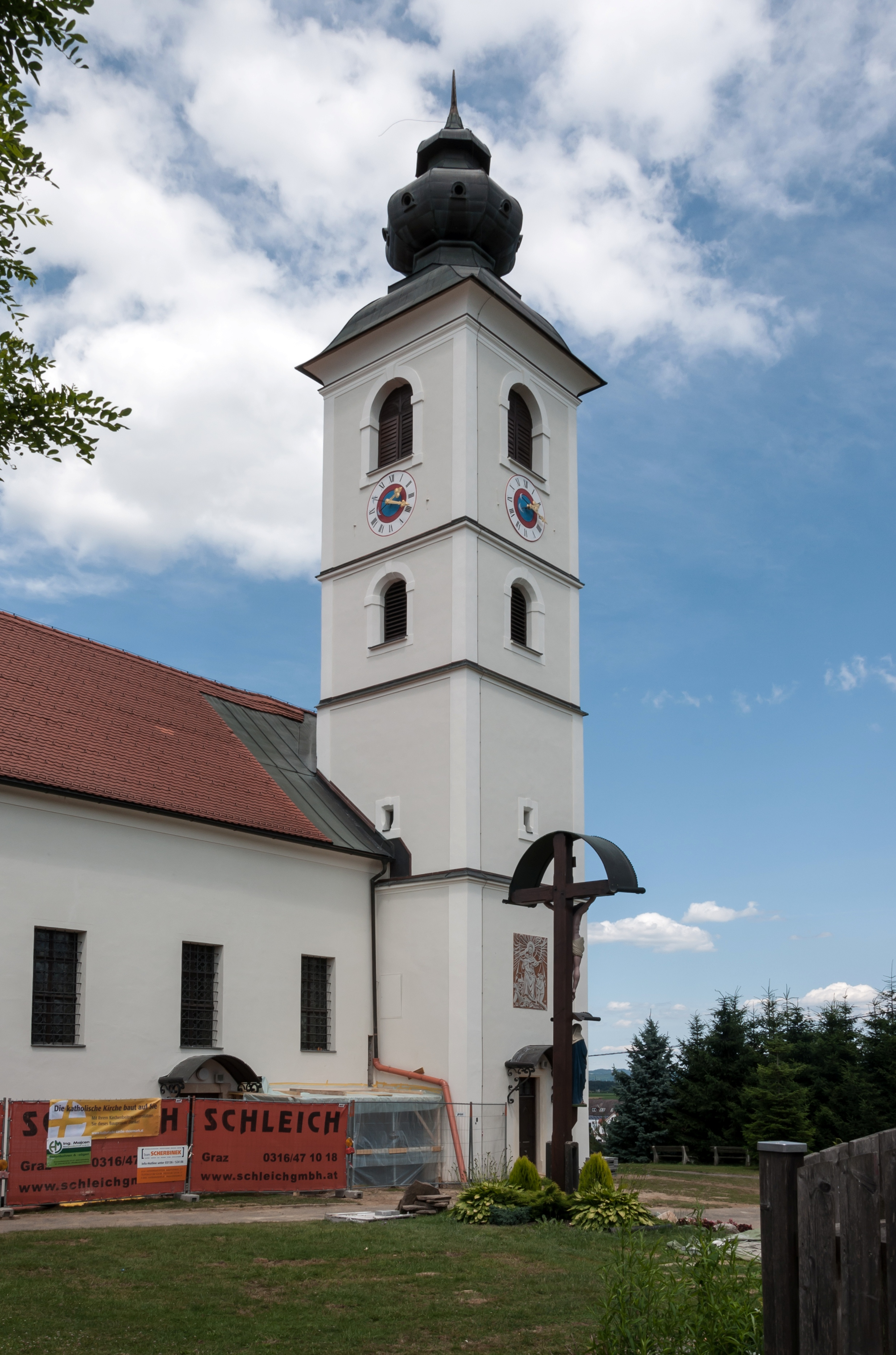
Pfarrkirche Unterpremstätten

| Premstätten: Einwohnerzahlen von 1869 bis 2024      | Premstätten: Einwohnerzahlen von 1869 bis 2024 | Premstätten: Einwohnerzahlen von 1869 bis 2024 | Premstätten: Einwohnerzahlen von 1869 bis 2024 | Premstätten: Einwohnerzahlen von 1869 bis 2024 |
| --------------------------------------------------- | ---------------------------------------------- | ---------------------------------------------- | ---------------------------------------------- | ---------------------------------------------- |
| Jahr                                                |                                                |                                                |                                                | Einwohner                                      |
| 1869                                                | 1869                                           |                                                | 1.541                                          | 1.541                                          |
| 1880                                                | 1880                                           |                                                | 1.613                                          | 1.613                                          |
| 1890                                                | 1890                                           |                                                | 1.668                                          | 1.668                                          |
| 1900                                                | 1900                                           |                                                | 1.757                                          | 1.757                                          |
| 1910                                                | 1910                                           |                                                | 2.002                                          | 2.002                                          |
| 1923                                                | 1923                                           |                                                | 2.009                                          | 2.009                                          |
| 1934                                                | 1934                                           |                                                | 2.390                                          | 2.390                                          |
| 1939                                                | 1939                                           |                                                | 2.421                                          | 2.421                                          |
| 1951                                                | 1951                                           |                                                | 2.662                                          | 2.662                                          |
| 1961                                                | 1961                                           |                                                | 2.982                                          | 2.982                                          |
| 1971                                                | 1971                                           |                                                | 3.149                                          | 3.149                                          |
| 1981                                                | 1981                                           |                                                | 3.182                                          | 3.182                                          |
| 1991                                                | 1991                                           |                                                | 3.691                                          | 3.691                                          |
| 2001                                                | 2001                                           |                                                | 4.513                                          | 4.513                                          |
| 2011                                                | 2011                                           |                                                | 5.160                                          | 5.160                                          |
| 2021                                                | 2021                                           |                                                | 6.600                                          | 6.600                                          |
| 2024                                                | 2024                                           |                                                | 7.081                                          | 7.081                                          |
| Quelle(n): Statistik Austria, Gebietsstand 1.1.2021 |                                                |                                                |                                                |                                                |

## Kultur und Sehenswürdigkeiten
- Schloss Premstätten
- Pfarrkirche St. Thomas im Walde in Unterpremstätten
- Österreichischer Skulpturenpark, Universalmuseum Joanneum
- Badeteich Schwarzlsee

## Wirtschaft und Infrastruktur

### Wirtschaftssektoren
In den Jahren 1999 bis 2010 nahm die Anzahl der landwirtschaftlichen Betriebe von 105 auf 82 ab. Der Großteil der 1588 Erwerbstätigen des Produktionssektors arbeitete im Bereich Warenherstellung. Die wichtigsten Arbeitgeber im Dienstleistungssektor waren die Bereiche Handel (705), Verkehr (576), soziale und öffentliche Dienste (412), Information und Kommunikation (343) und Beherbergung und Gastronomie (313 Mitarbeiter).
| Wirtschaftssektor            | Anzahl Betriebe | Anzahl Betriebe | Erwerbstätige | Erwerbstätige |
| Wirtschaftssektor            | 2011            | 2001            | 2011          | 2001          |
| ---------------------------- | --------------- | --------------- | ------------- | ------------- |
| Land- und Forstwirtschaft 1) | 82              | 105             | 91            | 93            |
| Produktion                   | 47              | 50              | 1588          | 1635          |
| Dienstleistung               | 399             | 180             | 2655          | 2241          |

1) Betriebe mit Fläche in den Jahren 2010 und 1999

### Sicherheit
In Premstätten, Hauptstraße ist eine Polizeiinspektion (PI) etabliert, welche dem Bezirkspolizeikommando Graz-Umgebung untersteht. Die PI ist örtlich für die Gemeindegebiete von Premstätten und Dobl-Zwaring zuständig.
Weiters hat die Autobahnpolizeiinspektion (API) Graz West für die Autobahnen A2 und A9 ihren Sitz in Premstätten, Bäckweg, gegründet 1974 als Dienststelle der Autobahngendarmerie.

### Arbeitsmarkt, Pendeln
Im Jahr 2011 lebten 2593 Erwerbstätige in Premstätten. Davon arbeiteten 597 in der Gemeinde, drei Viertel pendelten aus. Von den umliegenden Gemeinden kamen 3737 Menschen zur Arbeit nach Premstätten.

### Tourismus
Am 1984 als Badesee nach Schotterabbau eröffneten Schwarzlsee fand von 2010 bis 2017 jährlich im Sommer das sogenannte Lake Festival mit EDM-Musik statt, das mit 120 DJs bis zu 120.000 Besucher anzog und für das der Badebetrieb für einige Tage unterbrochen wurde. Die im Süden des Sees nahe dem Ufer schwimmende Seebühne, ein Ponton, blieb dauerhaft installiert. Nach eines tödlichen Zwischenfalls während des Festivals 2017 fand kein Lake-Festival mehr statt.

## Politik

### Bürgermeister
Der erste Bürgermeister nach der Gemeindezusammenlegung, Anton Scherbinek (ÖVP), wurde durch den Gemeinderat am 20. April 2015 im Rahmen der konstituierenden Sitzung gewählt. Bis dahin oblag seit dem 1. Jänner 2015 dem Regierungskommissär Günter Scherübl die Führung der Amtsgeschäfte.
Nach der steirischen Gemeinderatswahl vom 28. Juni 2020 wurde wiederum Anton Scherbinek durch den Gemeinderat, am 27. Juli 2020 im Rahmen der konstituierenden Sitzung, zum Bürgermeister gewählt.
Am 30. Juni 2021 wurde Matthias Pokorn (ÖVP) als Nachfolger von Anton Scherbinek zum Bürgermeister gewählt.

### Gemeinderat
Der Gemeinderat besteht aus 25 Mitgliedern. Die letzten Gemeinderatswahlen brachten folgende Ergebnisse:
| Partei                                | 2020             | 2020             | 2020             | 2015             | 2015             | 2015             | 20101)           | 20101)           | 20101)           |
| Partei                                | Stimmen          | %                | Mandate          | St.              | %                | M.               | St.              | %                | M. 2)            |
| ------------------------------------- | ---------------- | ---------------- | ---------------- | ---------------- | ---------------- | ---------------- | ---------------- | ---------------- | ---------------- |
| ÖVP                                   | 1499             | 58,35            | 16               | 1378             | 45               | 12               | 1593             | 53               |                  |
| Liste Ingrid Baumhackl                | nicht kandidiert | nicht kandidiert | nicht kandidiert | 877              | 28               | 7                | nicht kandidiert | nicht kandidiert | nicht kandidiert |
| SPÖ                                   | 579              | 22,54            | 6                | 488              | 16               | 4                | 638              | 21               |                  |
| FPÖ                                   | 154              | 5,99             | 1                | 209              | 7                | 1                | 251              | 8                |                  |
| Die Grünen                            | 252              | 9,81             | 2                | 133              | 4                | 1                | 136              | 5                |                  |
| NEOS                                  | 85               | 3,31             | 0                | nicht kandidiert | nicht kandidiert | nicht kandidiert | nicht kandidiert | nicht kandidiert | nicht kandidiert |
| Mit Josef Eisner für Unterpremstätten | nicht kandidiert | nicht kandidiert | nicht kandidiert | nicht kandidiert | nicht kandidiert | nicht kandidiert | 370              | 12               |                  |
| Wahlbeteiligung                       | 49,70 %          | 49,70 %          | 49,70 %          | 64 %             | 64 %             | 64 %             | 73 %             | 73 %             | 73 %             |

1) Die inzwischen erfolgte Gemeindezusammenlegung wurde im Wahlergebnis nachvollzogen.

2) Die fiktive Vergleichswahl zeigt bei Fusionsgemeinden die summierten Stimmenergebnisse der ursprünglichen Gemeinden. Daher sind Mandatsvergleiche nicht möglich.
Im September 2019 löste Ingrid Baumhackl ihre Liste auf und wechselte zur ÖVP.

### Wappen
- Alte Gemeinde&shy;wappen
- Unterpremstätten

Alte Gemeindewappen
Unterpremstätten
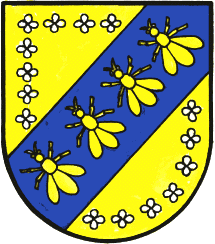
Zettling

Wegen der Gemeindezusammenlegung verloren die Wappen der aufgelösten Gemeinden mit 1. Jänner 2015 ihre offizielle Gültigkeit. Die Neuverleihung erfolgte mit Wirkung vom 25. Jänner 2016.

Die Blasonierung (Wappenbeschreibung) lautet:
„Über einem Schildfuß mit roter, silbern gefugter Ziegelmauer gespalten, links in Silber eine grüne Fichte, rechts in Blau drei natürliche Bienen.“

## Persönlichkeiten

### Politiker
- Franz Gruber († 2019), Bürgermeister von Premstätten 1970–1993
- Matthias Pokorn (* 1992), Abgeordneter zum Landtag und Bürgermeister von Premstätten
- Berthold Roithner (1897–1967), Abgeordneter zum Nationalrat und Vizebürgermeister von Unterpremstätten
- Anton Scherbinek, Bürgermeister von 2015 bis 2021 und Ehrenbürger (2022)[26]